# Какидзомэ
Какидзомэ (яп. 書き初め, «первое письмо») — японское название практики первого упражнения в каллиграфии, которое заключается в написании какого-нибудь изречения или фразы на бумажном свитке с помощью кисточки и туши первый раз в наступившем Новом году. Как правило, иероглифы, написанное в этот день, традиционно увязаны со счастливой семантикой: весна, долголетие или вечная молодость.

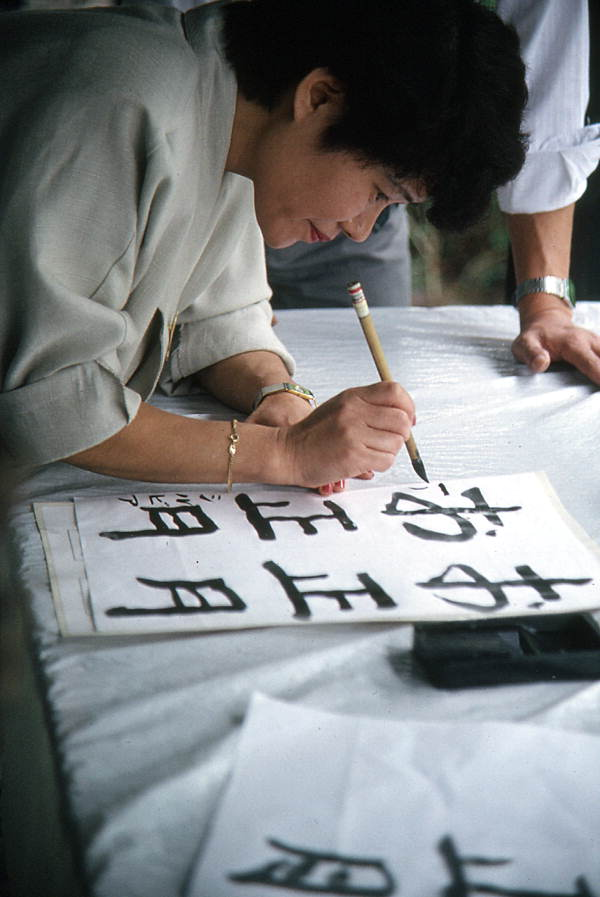
Демонстрация искусства каллиграфии во время празднования японского Нового года: женщина пишет слово (архив Флориды, 1988)

Это занятие в Японии приурочено ко 2 января. Также в этот день загадывают желание на целый год, чтобы ещё более усовершенствовать свои каллиграфические навыки. Другие термины, которыми называется мероприятие, включают: киссё (吉書), сихицу (試筆) и хацусудзури (初硯).

## История и особенности
Первоначально этот обычай возник при императорском дворе, а среди народа начал распространяться с периода Эдо. Вода для изготовления чернил, которыми пишут во время какидзомэ бралась 1 января из чистого ручья. Садиться было положено, учитывая благоприятное направление сторон света.
В прошлом на бумаге записывались стихи из китайской классической поэзии, в наше время японцы выводят просто «благоприятные иероглифы». Школьникам вплоть до перехода в старшие классы участие в какидзомэ назначается в качестве домашнего задания в зимние каникулы. Кроме того, каждый год, 5 января, около 4 тысяч человек собираются на конкурс каллиграфии в Ниппон Будокане в токийском районе Тиёда, и это событие широко освещается в местных средствах массовой информации.
Листы с написанным затем сжигаются 14 января на фестивале Сагитё. Если сгорающая бумага взлетает ввысь, то считается, что это показывает добрый потенциал человека.